# Opel Admiral
Opel Admiral — це серія легкових автомобілів класу люкс, що випускаються німецьким автовиробником Opel в період з 1937 по 1939 рік і, після перерви, в 1964 - 1977 роках. З 1964 року цей автомобіль був частиною так званої серії «KAD» (Kapitän, Admiral, Diplomat), об'єднувала в собі три дуже схожі моделі, в основному, вони відрізнялися лише різними двигунами.

## Opel Admiral (1937–1939)

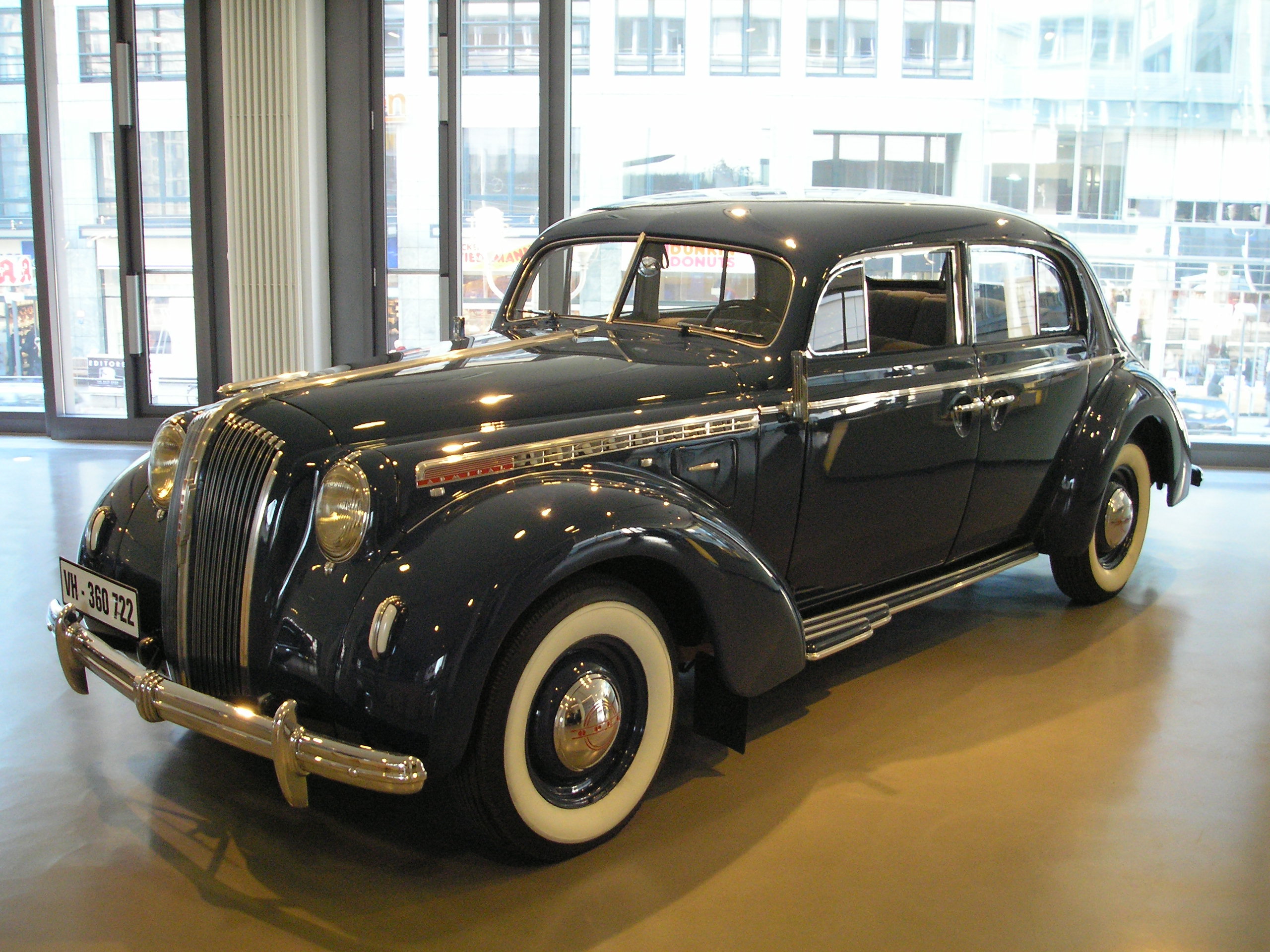
Opel Admiral (1937–1939)

Вперше модель Admiral була запущена компанією Opel в 1937 році і призначалася для конкуренції з такими автомобілями, як Horch, Mercedes-Benz і Maybach. Admiral був доступний у вигляді 4-дверного седана і кабріолета. Двигун - рядний 6-циліндровий робочим об'ємом 3,6 л І6 потужністю 75 к.с., що розвивав максимальну швидкість 132 км/год. Виробництво Admiral було згорнуто в 1939 році в зв'язку з переходом Opel на виробництво військової продукції.
Всього було виготовлено 6.404 автомобілів.

## Opel Admiral A (1964–1968)

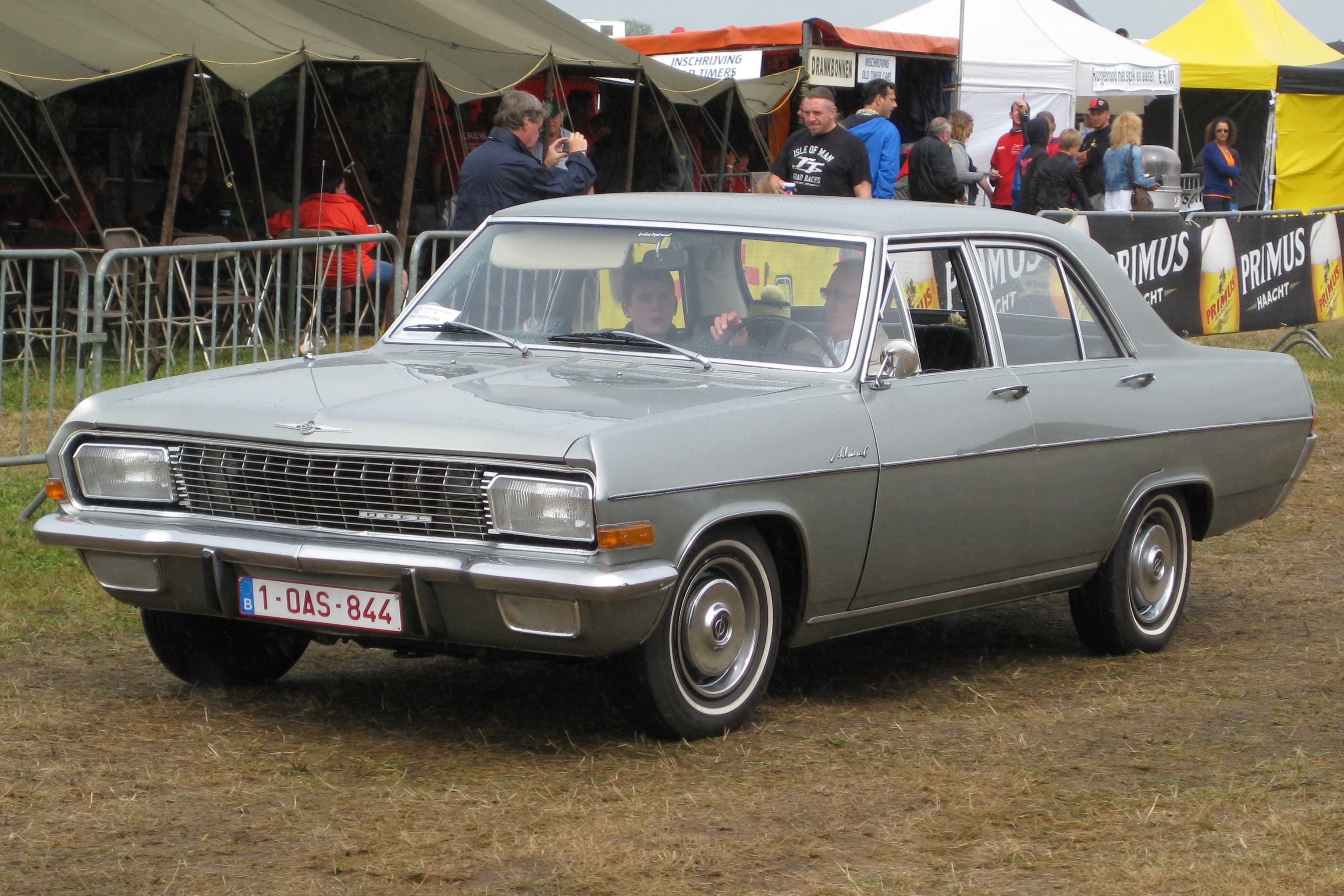
Opel Admiral A (1964–1968)

Після довгої перерви, в 1964 році Opel відновлює виробництво моделі Opel Admiral, який тепер став частиною так званої серії «KAD» (Kapitän, Admiral, Diplomat). Opel Admiral A знаходився в середині цієї трійки і міг мати такі двигуни: рядний 6-циліндровий OHV об'ємом 2,6 л, потужністю 100 к.с. (74 кВт) і максимальну швидкість 158 км/год, з вересня 1968 року рядний 6-циліндровий CIH об'ємом 2,8 л, потужністю 125 к.с. (92 кВт) і максимальною швидкістю 170 км/год. У 1965 році виробництво 2,6 моторів було припинено. Крім того, Admiral міг оснащуватися V8-двигуном Chevrolet 4,6 л, який також встановлювався на Opel Diplomat. В 1967 році двигуни 2,8 л отримали двокамерні карбюратори HL (потужність збільшилася до 140 к.с., 103 кВт). У той же час всі моделі KAD отримали нове кулькове кермове управління і оновлені приладові панелі.
З 1964 по 1968 рік було випущено 55 876 Opel Admiral A (всього 89 277 KAD), що зробило його найпопулярнішим з трійки.

### Двигуни
- 2.6 л OHV Р6 99 к.с.
- 2.8 л CIH Р6 125 к.с.
- 2.8 л HL Р6 138-165 к.с.
- 4.6 л Chevrolet V8 190 к.с.
- 5.4 л Chevrolet 327 V8 230 к.с.

## Opel Admiral B (1969–1977)

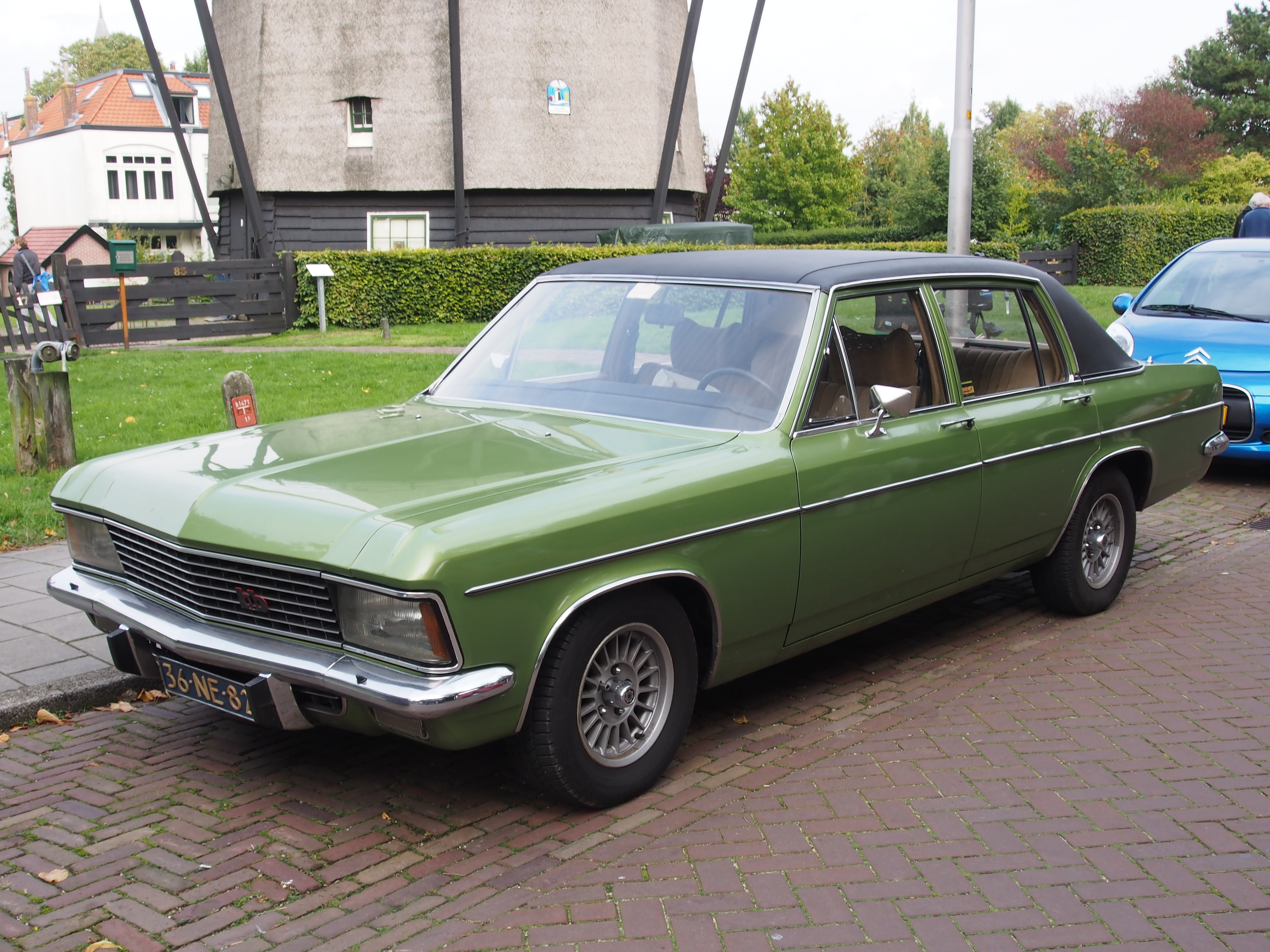
Opel Admiral B (1969–1977)

Opel Admiral B був представлений в березні 1969 року на Женевському автосалоні разом з оновленими Kapitän і Diplomat. Виробництво Kapitän було згорнуто в травні 1970 року; Admiral і Diplomat випускалися до кінця 1977, після чого їх змінила модель Opel Senator в наступному, 1978 році.
Admiral B був доступний з наступними двигунами: 1-bbl - рядним 6-циліндровим об'ємом 2,8 л потужністю 132 к.с. (132 PS Opel Admiral), 2-bbl 2,8 л потужністю 145 к.с. (145 PS Opel Admiral 2800 S) і аналогічний останньому, але з уприскуванням палива 2,8 л потужністю 165 к.с. (165 PS Opel Admiral E). Це була перша модель Opel з уприскуванням палива. Всі моделі оснащувалися або 4-ступінчастою механічною, або 3-ступінчастою автоматичною КПП. Починаючи з січня 1972 року установка на Admiral E механічної коробки передач припинена. Задній міст Admiral B мав трубки De Dion.
У 1975 році індекси моделей були знижені до 129/140/160 PS в зв'язку з новими стандартами щодо обмеження шкідливих викидів.
Opel випустив 33,000 екземплярів Admiral B з 1968 по 1977 рік.

### Двигуни
- 2.8 л CIH Р6 129-135 к.с.
- 2.8 л CIH Р6 140-145 к.с.
- 2.8 л CIH Р6 160-165 к.с.